# Malacolimax tenellus
Malacolimax tenellus е вид сухоземно коремоного, мекотело без черупка, от семейство Limacidae.

## Разпространение
Видът е разпространен в редица страни и области, като Чехия, Украйна, Великобритания, Ирландия, Пиренеите, Хърватия и Румъния.

## Описание
Тялото на този вид плужек е с жълт цвят и може да нарасне на дължина до 50 мм.